# Padół
Padół – podłużna, wklęsła forma terenu o osi, która nie ma spadku zwróconego w jedną stronę, co różni padół od doliny.